# W52-FC Porto
W52-FC Porto war ein portugiesisches Radsportteam mit Sitz in Sobrado.

## Organisation und Geschichte
Die Mannschaft wurde 2013 gegründet und nahm als Continental Team an den UCI Continental Circuits teil. Manager war Nuno Ribeiro. In der Saison 2019 erhielt das Team für ein Jahr eine Lizenz als Professional Continental Team. International trat das Team vorrangig bei den Heimrennen in Portugal in Erscheinung, so stellte das Team von 2013 bis 2021 durchgehend den Sieger der Gesamtwertung bei der Portugal-Rundfahrt.
Im April 2022 wurde der Sportdirektor Nuno Ribeiro in Verbindung mit Ermittlungen wegen Dopings festgenommen und bei Hausdurchsuchung bei zehn Fahrern verbotene Substanzen gefunden. Sieben Fahrer der Mannschaft erhielten wegen Dopingvergehen mehrjährige Sperren: João Rodrigues  sieben Jahre, Rui Vinhas, Ricardo Mestre, Ricardo Vilela, Daniel Mestre, Jose Neves und Samuel Caldeira jeweils drei Jahre. Daraufhin wurde am 25. Juli 2022 dem Team durch die UCI die Lizenz entzogen. Nach den Dopingvorfällen gab das Team im Oktober 2022 bekannt keine neue Lizenz als Continental Team zu beantragen.

## Saison 2021

### Erfolge in der UCI ProSeries 2021
In den Rennen der UCI ProSeries Saison 2021 der UCI ProSeries gelangen die nachstehenden Erfolge.
| Datum     | Rennen                         | Fahrer         |
| --------- | ------------------------------ | -------------- |
| 5.–9. Mai | Gesamtwertung Volta ao Algarve | João Rodrigues |

### Erfolge in des UCI Continental Circuits
In den Rennen des UCI Continental Circuits gelangen die nachstehenden Erfolge.
| Datum         | Rennen                                                 | Kat. | Fahrer        |
| ------------- | ------------------------------------------------------ | ---- | ------------- |
| 26. Juni      | 4. Etappe Volta ao Alentejo                            | 2.2  | Daniel Mestre |
| 18. Juli      | 3. Etappe Grande Prémio Internacional de Torres Vedras | 2.2  | José Neves    |
| 4.–15. August | Gesamtwertung Volta a Portugal                         | 2.1  | Amaro Antunes |

## Saison 2020

### Erfolge in des UCI Continental Circuits
In den Rennen des UCI Continental Circuits gelangen die nachstehenden Erfolge.
| Datum                      | Rennen                         | Kat. | Fahrer        |
| -------------------------- | ------------------------------ | ---- | ------------- |
| 27. September              | Prolog Volta a Portugal (EZF)  | 2.1  | Gustavo Cesar |
| 29. September              | 2. Etappe Volta a Portugal     | 2.1  | Amaro Antunes |
| 27. September – 5. Oktober | Gesamtwertung Volta a Portugal | 2.1  | Amaro Antunes |

## Saison 2019

### Erfolge in der UCI Europe Tour
In den Rennen der UCI Europe Tour Saison 2019 der UCI Europe Tour gelangen die nachstehenden Erfolge.
| Datum                 | Rennen                                                    | Kat. | Fahrer           |
| --------------------- | --------------------------------------------------------- | ---- | ---------------- |
| 23. März              | 5. Etappe Volta ao Alentejo (EZF)                         | 2.2  | João Rodrigues   |
| 20.–24. März          | Gesamtwertung Volta ao Alentejo                           | 2.2  | João Rodrigues   |
| 13. April             | 2. Etappe Volta Cova da Beira                             | 2.1  | Daniel Mestre    |
| 5. Mai                | 3. Etappe Vuelta a Asturias                               | 2.1  | Edgar Pinto      |
| 11. Juli              | Prolog Grande Prémio Internacional de Torres Vedras (EZF) | 2.2  | Gustavo Cesar    |
| 13. Juli              | 2. Etappe Grande Prémio Internacional de Torres Vedras    | 2.2  | Rui Vinhas       |
| 31. Juli              | Prolog Volta a Portugal (EZF)                             | 2.1  | Samuel Caldeira  |
| 3. August             | 3. Etappe Volta a Portugal                                | 2.1  | Daniel Mestre    |
| 4. August             | 4. Etappe Volta a Portugal                                | 2.1  | João Rodrigues   |
| 10. August            | 9. Etappe Volta a Portugal                                | 2.1  | Antonio Carvalho |
| 11. August            | 10. Etappe Volta a Portugal (EZF)                         | 2.1  | João Rodrigues   |
| 31. Juli – 11. August | Gesamtwertung Volta a Portugal                            | 2.1  | João Rodrigues   |

### Mannschaft
| Teamkader 2019          | Teamkader 2019     | Teamkader 2019 | Teamkader 2019                         |
| Name                    | Geburtsdatum       | Land           | Vorheriges Team                        |
| ----------------------- | ------------------ | -------------- | -------------------------------------- |
| Raúl Alarcón            | 25. März 1986      | Spanien        | Louletano-Dunas Douradas (2014)        |
| Francisco Campos        | 10. Oktober 1997   | Portugal       | Miranda-Mortágua (2018)                |
| Samuel Caldeira         | 30. November 1985  | Portugal       | Carmin-Prio (2012)                     |
| António Carvalho        | 25. Oktober 1989   | Portugal       | LA Alumínios-Antarte (2014)            |
| Tiago Ferreira          | 9. August 1994     | Portugal       |                                        |
| César Fonte             | 10. Dezember 1986  | Portugal       | LA Aluminios-Metalusa-BlackJack (2017) |
| Jorge Magalhães         | 10. Februar 1997   | Portugal       | Miranda-Mortágua (2018)                |
| Daniel Mestre           | 1. April 1986      | Portugal       | Efapel (2018)                          |
| Ricardo Mestre          | 11. September 1983 | Portugal       | Team Tavira (2015)                     |
| Edgar Pinto             | 27. August 1985    | Portugal       | Vito-Feirense-BlackJack (2018)         |
| Rafael Reis             | 15. Juli 1992      | Portugal       | Caja Rural-Seguros RGA (2018)          |
| João Rodrigues          | 15. November 1994  | Portugal       | Team Tavira (2015)                     |
| Ángel Sánchez Rebollid  | 12. April 1993     | Spanien        |                                        |
| Joaquim Silva           | 19. März 1992      | Portugal       | Caja Rural-Seguros RGA (2018)          |
| Gustavo César Veloso    | 29. Januar 1980    | Spanien        | Andalucía (2012)                       |
| Rui Vinhas              | 6. Dezember 1986   | Portugal       | Louletano-Dunas Douradas (2014)        |
|                         |                    |                |                                        |
| Quelle: ProCyclingStats |                    |                |                                        |

## Saison 2018

### Erfolge in der UCI Europe Tour
In den Rennen der UCI Europe Tour Saison 2018 der UCI Europe Tour gelangen die nachstehenden Erfolge.
| Datum        | Rennen                                      | Kat. | Fahrer               |
| ------------ | ------------------------------------------- | ---- | -------------------- |
| 17. März     | 5. Etappe Volta ao Alentejo (EZF)           | 2.2  | Gustavo César Veloso |
| 14. April    | 2. Etappe Volta Internacional Cova da Beira | 2.1  | Cesar Fonte          |
| 29. April    | 3. Etappe Vuelta a Asturias                 | 2.1  | Ricardo Mestre       |
| 12.–15. Juli | Gesamtwertung Troféu Joaquim Agostinho      | 2.2  | José Neves           |
| 18. Juli     | 1. Etappe Grande Premio de Portugal N2      | 2.2  | Raul Alarcon         |
| 18.–22. Juli | Gesamtwertung Grande Premio de Portugal N2  | 2.2  | Raul Alarcon         |
| 4. August    | 3. Etappe Portugal-Rundfahrt                | 2.1  | Raul Alarcon         |
| 5. August    | 4. Etappe Portugal-Rundfahrt                | 2.1  | Raul Alarcon         |
| 11. August   | 9. Etappe Portugal-Rundfahrt                | 2.1  | Raul Alarcon         |

## Saison 2017

### Erfolge in der UCI Europe Tour
In den Rennen der UCI Europe Tour Saison 2017 der UCI Europe Tour gelangen die nachstehenden Erfolge.
| Datum              | Rennen                                 | Kat. | Fahrer               |
| ------------------ | -------------------------------------- | ---- | -------------------- |
| 19. Februar        | 5. Etappe Algarve-Rundfahrt            | 2.HC | Amaro Antunes        |
| 5. März            | Classica da Arrabia - Cylin' Portugal  | 1.2  | Amaro Antunes        |
| 1. Mai             | 3. Etappe Asturien-Rundfahrt           | 2.1  | Raul Alarcon         |
| 29. April – 1. Mai | Gesamtwertung Asturien-Rundfahrt       | 2.1  | Raul Alarcon         |
| 5. Mai             | 1. Etappe Madrid-Rundfahrt             | 2.1  | Raul Alarcon         |
| 4. Juni            | 3. Etappe Volta Cova da Beira          | 2.1  | Raul Alarcon         |
| 7. Juli            | 2. Etappe Troféu Joaquim Agostinho     | 2.2  | Amaro Antunes        |
| 5.–9. Juli         | Gesamtwertung Troféu Joaquim Agostinho | 2.2  | Amaro Antunes        |
| 5. August          | 1. Etappe Portugal-Rundfahrt           | 2.1  | Raul Alarcon         |
| 6. August          | 2. Etappe Portugal-Rundfahrt           | 2.1  | Samuel Caldeira      |
| 8. August          | 4. Etappe Portugal-Rundfahrt           | 2.1  | Raul Alarcon         |
| 9. August          | 5. Etappe Portugal-Rundfahrt           | 2.1  | Gustavo César Veloso |
| 14. August         | 9. Etappe Portugal-Rundfahrt           | 2.1  | Amaro Antunes        |
| 15. August         | 10. Etappe Portugal-Rundfahrt (EZF)    | 2.1  | Gustavo César Veloso |
| 4.–15. August      | Gesamtwertung Portugal-Rundfahrt       | 2.1  | Raul Alarcon         |

### Mannschaft
| Teamkader 2017          | Teamkader 2017     | Teamkader 2017 | Teamkader 2017                  |
| Name                    | Geburtsdatum       | Land           | Vorheriges Team                 |
| ----------------------- | ------------------ | -------------- | ------------------------------- |
| Raúl Alarcón            | 25. März 1986      | Spanien        | Louletano-Dunas Douradas (2014) |
| Amaro Antunes           | 27. November 1990  | Portugal       | LA Alumínios-Antarte (2016)     |
| Samuel Caldeira         | 30. November 1985  | Portugal       | Carmin-Prio (2012)              |
| António Carvalho        | 25. Oktober 1989   | Portugal       | LA Alumínios-Antarte (2014)     |
| Tiago Ferreira          | 9. August 1994     | Portugal       |                                 |
| Daniel Freitas          | 10. Mai 1991       | Portugal       | LA Alumínios-Antarte (2014)     |
| Ricardo Mestre          | 11. September 1983 | Portugal       | Team Tavira (2015)              |
| Juan Ignacio Pérez      | 3. Januar 1990     | Spanien        |                                 |
| João Rodrigues          | 15. November 1994  | Portugal       | Team Tavira (2015)              |
| Ángel Sánchez Rebollid  | 12. April 1993     | Spanien        |                                 |
| Joaquim Silva           | 19. März 1992      | Portugal       |                                 |
| Jacobo Ucha             | 3. April 1993      | Spanien        | Rádio Popular-Boavista (2016)   |
| Gustavo César Veloso    | 29. Januar 1980    | Spanien        | Andalucía (2012)                |
| Rui Vinhas              | 6. Dezember 1986   | Portugal       | Louletano-Dunas Douradas (2014) |
|                         |                    |                |                                 |
| Quelle: ProCyclingStats |                    |                |                                 |

## Platzierungen in UCI-Ranglisten
UCI America Tour
| Saison | Mannschaftswertung | Fahrerwertung       |
| ------ | ------------------ | ------------------- |
| 2013   | 21.                | Gustavo César (68.) |
| 2014   | 25.                | Gustavo César (84.) |
| 2015   | 18.                | Gustavo César (40.) |
| 2016   | -                  | -                   |

UCI Asia Tour
| Saison    | Mannschaftswertung | Fahrerwertung          |
| --------- | ------------------ | ---------------------- |
| 2013      | 64.                | Samuel Caldeira (227.) |
| 2014-2016 | -                  | -                      |

UCI Europe Tour
| Saison | Mannschaftswertung | Fahrerwertung          |
| ------ | ------------------ | ---------------------- |
| 2013   | 29.                | Alejandro Marque (72.) |
| 2014   | 36.                | Gustavo César (41.)    |
| 2015   | 28.                | Gustavo César (39.)    |
| 2016   | 28.                | Rui Vinhas (239.)      |